# Dodge 440

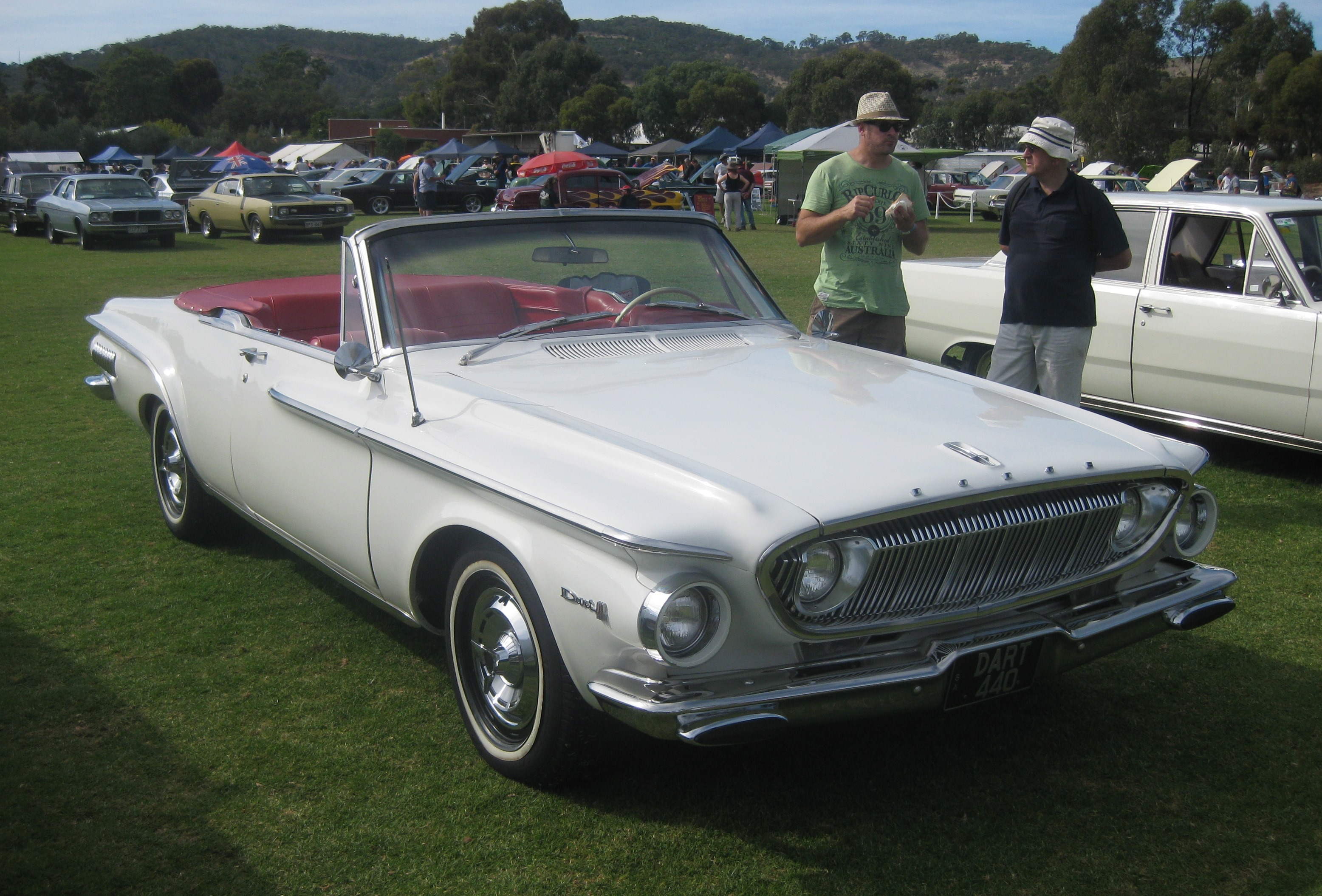
Le modèle Dodge Dart 440

La Dodge 440 est une voiture full-size qui a été commercialisée par Dodge de 1962 à 1964.

## Dodge Dart 440 (1962)
Lancé en 1962, le modèle Dodge Dart 440 était la version haut de gamme de la Dodge Dart. L'équipement standard des Dart et Dart 330 était inclus, ainsi que des feux de recul et des moulures extérieures. La Dart 440 était disponible en berline 4 portes, toit rigide à 2 portes, toit rigide à 4 portes, cabriolet 2 portes et break 4 portes. La Dart 440 utilisait l'empattement de 2 946 mm partagé avec la Dart, la Dart 330 et la Polara 500.
De série, le moteur slant-six de 3,7 litres développait 147 ch (108 kW). En 1962, l'économie de carburant déclarée, à une vitesse constante de 64 km/h, était de 9,8 L/100 km pour le moteur slant-6. En option, les moteurs V8 comprenaient les Chrysler A 318 à 2 corps de 5,2 L, 361 5,9 L à 2 corps, 383 6,3 L à 2 corps et 383 6,3 L à 4 corps, ainsi que les moteurs Chrysler RB 4 corps et double 4 corps de (7,0 L). Les sièges électriques étaient à 96 $.

## Dodge 440 (1963-1964)
À partir de 1963, la 440 a été séparée de la nouvelle gamme Dart plus petite. Elle comportait désormais un empattement de 3 023 mm partagé avec la 330 et la Polara et était disponible en berline 2 portes, berline 4 portes, toit rigide à 2 portes et break 4 portes.
Au cours des années modèles 1963 et 1964, la Dodge 440 était le modèle de milieu de gamme. Elle présentait moins de chrome et un intérieur plus simple que la Polara de finition supérieure.
Pour l'année modèle 1965, la 440 et la 330 ont été remplacées par la Polara, la 880 prenant la place de la Polara dans la gamme de la nouvelle plate-forme C avec un empattement de 3 073 mm. Le moteur 426 n'était également plus disponible dans les Dodge full-size. Cependant, le nom 440 est resté comme un niveau de finition de la Dodge Coronet.